# John Lawson Johnston

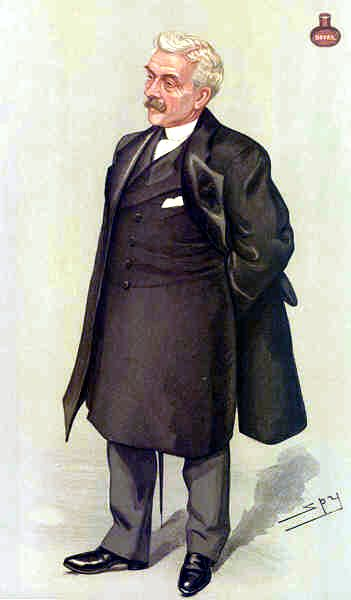
Imagem de John Johnston.

John Lawson Johnston (1839-1900), também conhecido por Sr. Bovril, nasceu em Roslin, na Escócia, em 1839.
Foi enviado para o Canadá pelo exército francês, em 1874, para fornecer carne de vaca. Durante a sua permanência naquele país, desenvolveu o "Johnston's Fluid Beef" ("Carne de vaca fluida de Johnston", o Bovril primitivo). 
Vendeu o seu negócio canadense em 1880 e regressou a Inglaterra, onde passou a morar no chamado Castelo do Bovril (Kingwood House), em Sydenham, enquanto desenvolvia a marca Bovril por toda a Grã-Bretanha, com base na promoção da dietética.
Quando vendeu a empresa do Bovril em 1896, auferiu 2 milhões de libras esterlinas, apesar de ter permanecido presidente da mesma até à sua morte.